# Route nationale 2 (Portugal)
La route nationale 2 (en portugais : Estrada Nacional nº2) ou EN 2 ou N 2 est une route nationale du Portugal,.

## Description
La route nationale n° 2, indiquée sur la signalisation comme N 2 ou EN 2, est une route nationale qui relie Chaves du district de Vila Real, à Faro. 
Elle a une longueur totale de 738,5 kilomètres et traverse les districts de Vila Real, Viseu, Coimbra, Leiria,  Castelo Branco, Santarém, Portalegre, Évora, Setúbal, Beja et Faro.
Formellement, de grandes parties de la N2  ont été déclassées en route municipale, les parties suivantes sont toujours une route nationale :
- Santa Marta de Penaguião - Peso da Régua (6 km)
- Góis - Portela do Vento (13 km)
- Montargil-Mora (19 km)
- Ervidel - Aljustrel (14 km)
- Castro Vert - Faro (95 km)

## Tracé
| Km     | Villes               | Carte interactive |
| ------ | -------------------- | ----------------- |
| 0 km   | Chaves               |                   |
|        | Vila Pouca de Aguiar |                   |
|        | Vila Real            |                   |
|        | Peso da Régua        |                   |
|        | Lamego               |                   |
|        | Castro Daire         |                   |
|        | Viseu                |                   |
|        | Tondela              |                   |
|        | Penacova             |                   |
|        | Sertã                |                   |
|        | Abrantes             |                   |
|        | Ponte de Sor         |                   |
|        | Mora                 |                   |
|        | Montemor-o-Novo      |                   |
|        | Alcáçovas            |                   |
|        | Ferreira do Alentejo |                   |
|        | Aljustrel            |                   |
|        | Castro Verde         |                   |
|        | Almodôvar            |                   |
|        | São Brás de Alportel |                   |
| 738 km | Faro                 |                   |

## Galerie

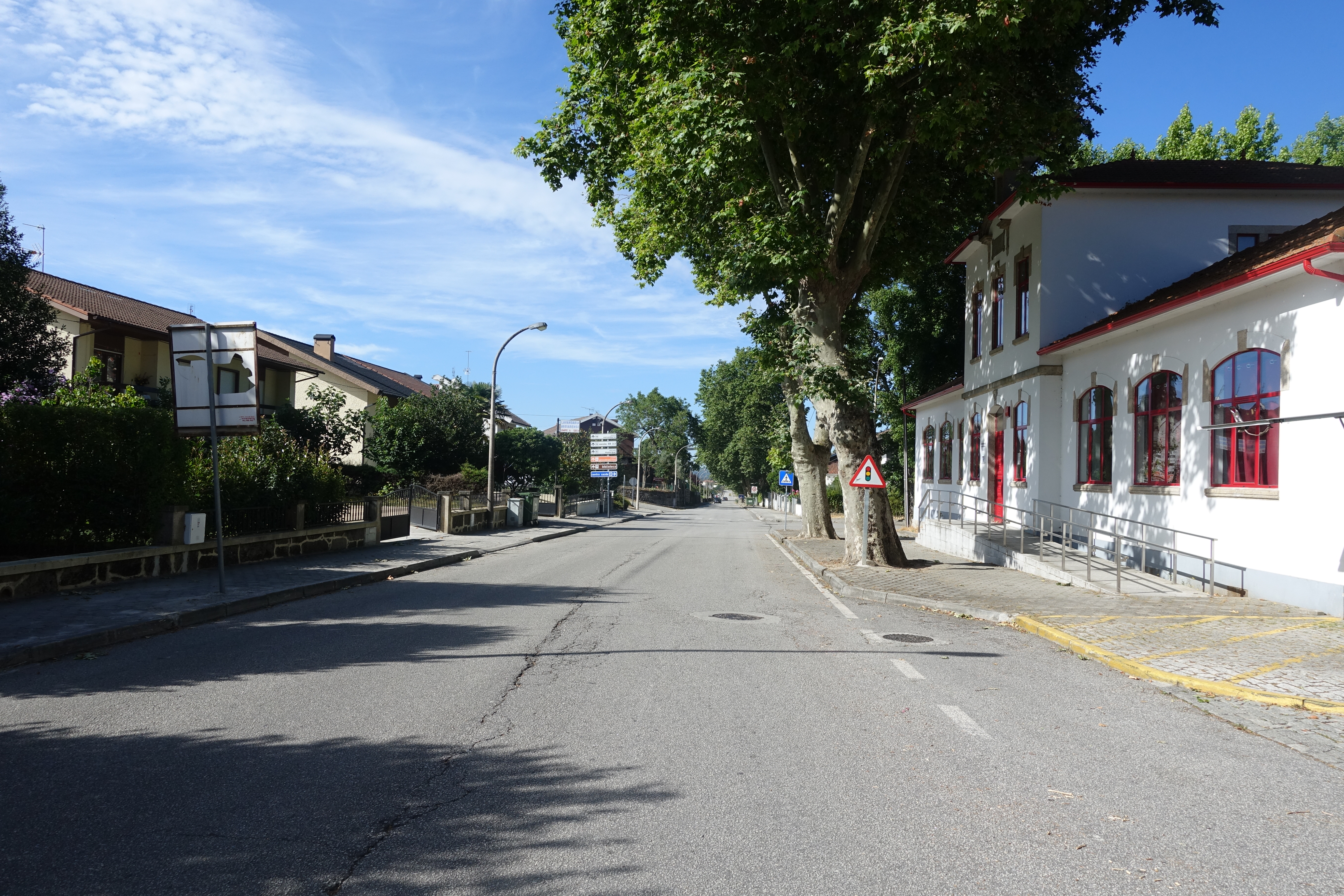
Vila Pouca de Aguiar.
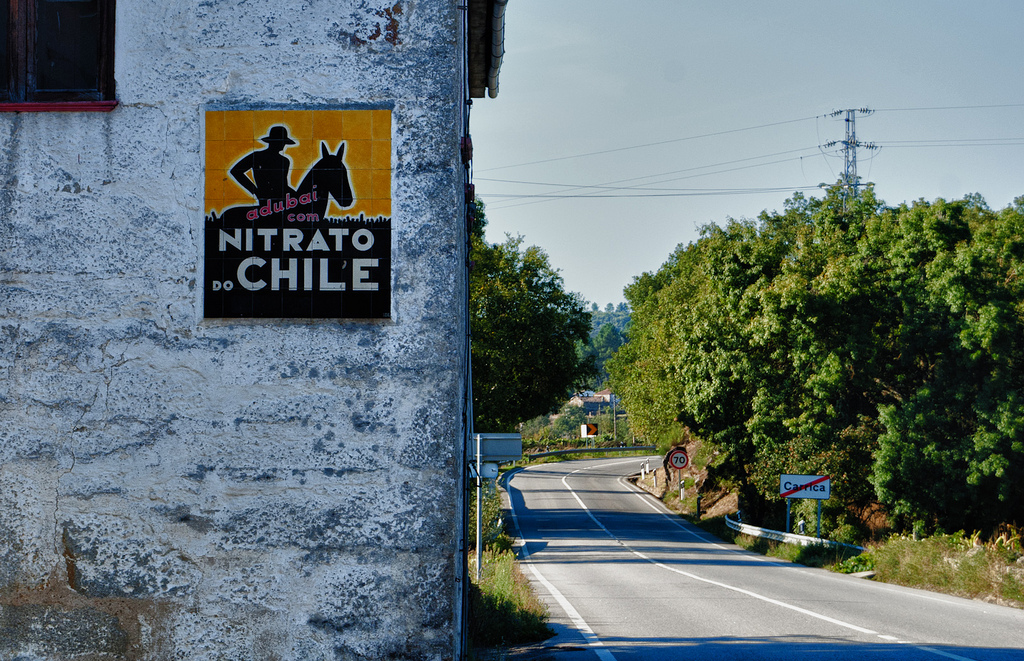
EN2, Vila Real, village de Carrica.
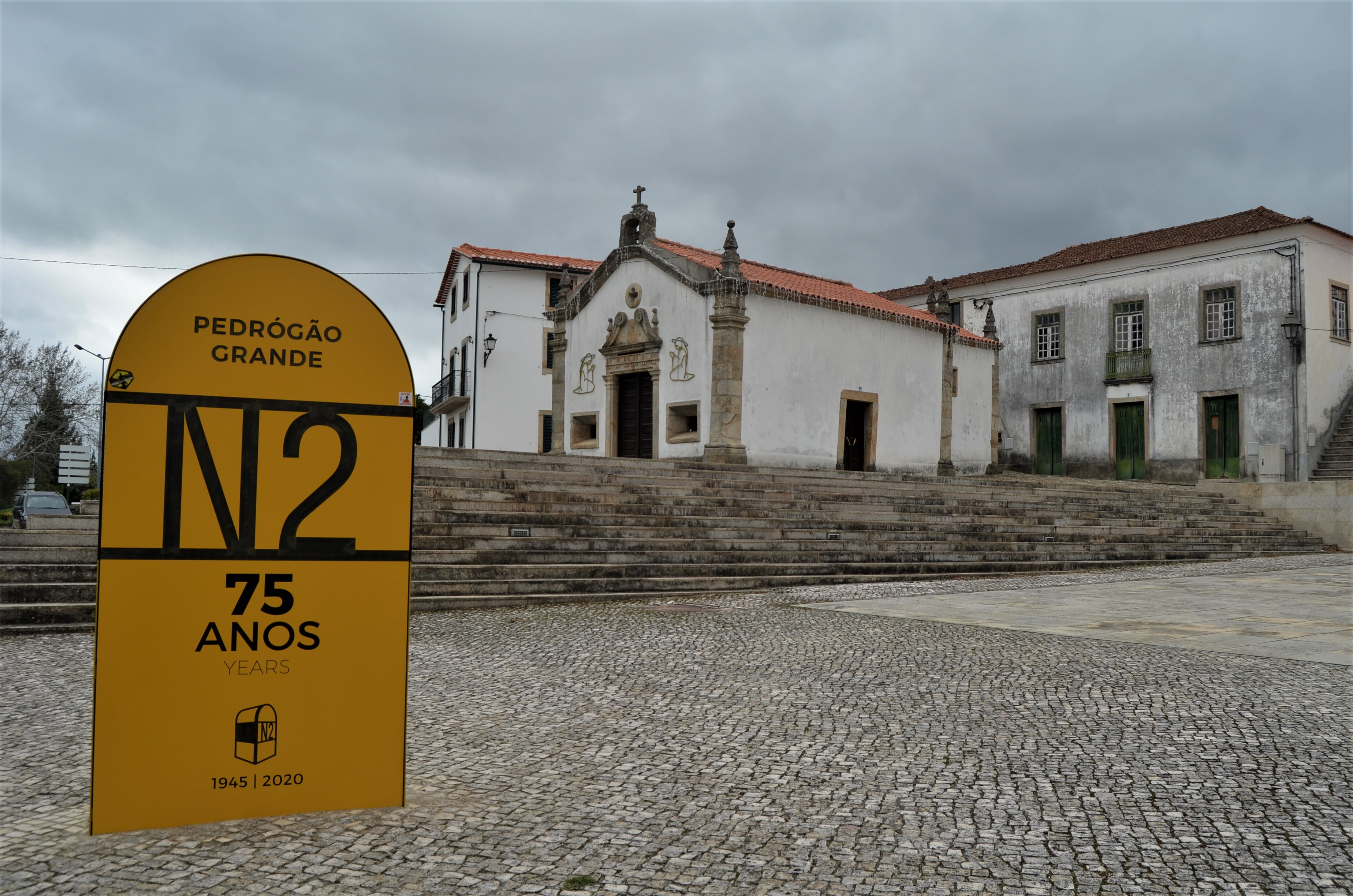
Pedrógão Grande.